# Ulrike Hinrichs
Ulrike Hinrichs (* 8. Februar 1969 in Oldenburg) ist eine deutsche Journalistin, Pressesprecherin und Verbandsfunktionärin. Seit 2011 ist Hinrichs Geschäftsführerin des Bundesverbands Deutscher Kapitalbeteiligungsgesellschaften (BVK).

## Biografie
Hinrichs studierte in Göttingen und Wien Germanistik, Chemie und Sozialwissenschaften. Nach dem Studium volontierte sie beim SWR und arbeitete unter anderem für das Politikmagazin „Report“. 2000 wechselte sie zum ZDF nach Mainz und dann ins Berliner ZDF-Hauptstadtstudio, wo sie für „Kennzeichen D“ und „Frontal21“ arbeitete. Dort war sie unter anderem für den Bereich Sozialpolitik zuständig. 
Mit dem Regierungswechsel 2005 übernahm Hinrichs die Leitung der Presse- und Öffentlichkeitsarbeit des Bundesministeriums für Ernährung, Landwirtschaft und Verbraucherschutz. Diese Funktion hatte Hinrichs bis zum 31. Januar 2009 inne.
2009 wechselte Hinrichs als Redakteurin für Sonderprojekte in Berlin zu Phoenix, dem Ereignis- und Dokumentationskanal von ARD und ZDF.
2010 wechselte Hinrichs ins Auswärtige Amt als Büroleiterin von Staatsministerin Cornelia Pieper. 
Seit 1. Mai 2011 ist Hinrichs Geschäftsführerin des Bundesverbands Beteiligungskapital (BVK). 2012 wurde sie in dieser Funktion in den Beirat des Verbands Deutscher Bürgschaftsbanken (VDB) berufen. Der BVK hat Hinrichs im Mai 2014 nach einer ordentlichen Mitgliederversammlung zusätzlich in den Vorstand berufen. In dieser Funktion ist Hinrichs seit August 2020 Mitglied im Beirat Junge Digitale Wirtschaft beim Bundesministerium für Wirtschaft und Energie und  Mitglied im Beirat der KfW Capital. Im selben Jahr wurde Hinrichs auch in Jury des Bundeswirtschaftsministeriums für das  Hochschulprogramm Exist berufen.
Gemeinsam mit Christian Clasen gründete Hinrichs im November 2016 die Kommunikationsberatung Die Kuppel.GmbH. Das Unternehmen hat sich auf u. a. digitale Formate .spezialisiert.
Im August 2021 wurde Ulrike Hinrichs erneut in den Beirat Junge Digitale Wirtschaft von Bundesminister Habeck berufen. Dort übernahm sie  2022 gemeinsam mit der Unternehmerin Katharina Jünger den Vorsitz  des Beirates für zwei Jahre. 

### Publizistische Nebentätigkeit
Im März 2005 erschien ihr Buch Auf dem Rücken der Patienten, das sich mit den Strukturschwächen des deutschen Gesundheitswesens beschäftigt. Mit Beiträgen des ehemaligen Gesundheitsministers Horst Seehofer und des Regierungsberaters Karl Lauterbach (seit 2005 SPD-MdB) u. a. durchleuchtet die Autorin in ihrem Buch die von ihr als undurchschaubar bezeichneten Strukturen des Gesundheitswesens.
Ab November 2013 schrieb Hinrichs ein Blog zu wirtschaftspolitischen und kulturellen Themen bei der inzwischen eingestellten Huffington Post Deutschland.
2017 gründete Hinrichs die Online-Talkshow Schlossplatz Berlin. Wo Politik auf Wirtschaft trifft. Die Sendung wird fünf Mal im Jahr bei Focus Online über Facebook live ausgestrahlt. Ebenso ist Ulrike Hinrichs für politische Themen in den Expertenkreis von Focus Online aufgerückt.

## Werke
- 2005: Auf dem Rücken der Patienten, gemeinsam mit Dana Nowak und Horst Seehofer, ISBN 978-3-86153-347-4
- 2009: Piloten und Piraten. Deutsche Marineflieger im Einsatz am Horn von Afrika; Phoenix 2009
- 2009: Die Zäsur: Zwischen Krieg und Frieden. Die Bundeswehr im Einsatz; Phoenix 2009, Erstausstrahlung
- 2009: Blauhelme an blauer Grenze: Die deutsche Marine im Einsatz vor dem Libanon; Phoenix 2009
- 2010: Auf Tauchfahrt mit U33. Das Boot 2010; Phoenix/SWR 2010